# Блакула
Блакула (англ. Blacula) — блексплуатаційний горрор, режисера Вільяма Крейна. У головній ролі Вільям Маршалл, який зіграв африканського принца XVII століття на ім'я Мамувальде, якого граф Дракула перетворив на вампіра та згодом замкнув у труні у своєму замку в Трансильванії в 1780 році після того, як Дракула відмовився допомогти Мамувальде припинити торгівлю рабами.
Фільм отримав неоднозначні оцінки у США, але став одним з найкасовіших фільмів року. Це був перший фільм, який отримав премію Сатурн як найкращий фільм жахів. Фільм отримав сиквел «Кричи, Блакула, кричи», та дав початок хвилі блексплуатаційних горорів.

## Сюжет
У 1780 році, старшини абанійської африканської нації відправляють принца Мамувальде (Вільям Маршалл) до графа Дракули (Чарльз Маколей), аби той допоміг у придушенні работоргівлі. Натомість Дракула сміється з цього прохання та ображає Мамувальде, жартами натякаючи на поневолення його дружини Луви (Вонетта МакГі). В результаті, Дракула перетворює принца Мамувальде на вампіра, проклинає його ім'ям «Блакула» та замикає у труну в склепі, захованому під замком. Дружину принца Луву він також замикає у склепі, та залишає помирати.
У 1972 році труну купують два гомосексуали-декоратори, Боббі Маккой (Тед Гарріс) та Біллі Шаффер (Рік Метцлер), щоб зробити з неї елемент дизайну інтер'єру, та вирушають з нею до Лос-Анджелеса. Боббі та Біллі відкривають труну та стають першими жертвами Блакули…

## В ролях
- Вільям Маршалл[en] — принц Мамувальде / Блакула
- Деніз Ніколас — Мішель Вільямз
- Вонетта МакГі[en] — Тіна Вільямз / Лува
- Гордон Пінсент — лейтенант Джек Пітерс
- Талмум Расулала — доктор Гордон Томас
- Емілі Єнсі — Ненсі
- Ленс Тейлор-ст. — Свенсон
- Логан Філд — сержант Барнс
- Тед Гарріс — Боббі МакКой
- Рік Метцлер — Біллі Шаффер
- Кетті Лестер — Хуаніта Джонс
- Чарльз Маколей — граф Дракула
- Еліша Кук молодший — Сем

## Виробництво
«Блакулу» знімали з кінця січня до кінця березня 1972 року. Поки «Блакула» знаходився на стадії виробництва, Вільям Маршалл працював із продюсерами фільмів, щоб переконатись, що його персонаж буде мати певну унікальність. Ім'я персонажа було змінено з Ендрю Браун на Мамувальде, а також він отримав історію про перетворення африканського принца на вампіра. Фільм знімали у Лос-Анджелесі.
Музика для «Блакули», на відміну від більшості фільмів жахів, використовує мотиви ритм-енд-блюзу.

## Реліз
Прем'єра «Блакули» відбулась у Вашингтоні, Далласі, Сіетлі та Оклахома-Сіті 26 липня 1972 року, а через два дні в Чикаго. Студія бажала, щоб чорна аудиторія була зацікавлена у фільмі, тому деякі постеру фільму включали згадки про рабство. Врешті фільм заробив понад мільйон доларів, що зробило його одним з найбільш прибуткових фільмів 1972 року.
2 березня 2015 компанія «Scream Factory» випустила фільм на Blu-ray разом із «Кричи, Блакула, кричи» в одному релізі.

## Відгуки
Фільм отримав неоднозначні оцінки. У той час, як Variety, Chicago Reader та Чикаго Триб'юн дали позитивні відгуки про фільм, такі видання як Нью-Йорк таймс, Films & Filming та The Monthly Film Bulletin дали фільму негативну оцінку. «Блакула» став першим фільмом, який отримав премію Сатурн, як найкращий фільм жахів.
На Rotten Tomatoes фільм має рейтинг 48 % на основі 25 рецензій, із середньозваженим рейтингом 5,3/10.

## Наслідки та вплив
Касовий успіх фільму дав початок хвилі інших фільмів жахів на чорну тематику. Продовження фільму під назвою «Кричи, Блакула, кричи» вийшло у 1973 році. У фільмі знову знявся Вільям Маршалл у головній ролі, разом з актрисою Пем Грієр. Компанія American International також планувала зняти фільм «Блекенштейн», але врешті зосередились на сиквелі «Блакули». Врешті «Блекенштейн» був створений компанією Exclusive International Pictures.